# Juliane Wurm
Pour les articles homonymes, voir Wurm.
Juliane Wurm, née le 15 décembre 1990 à Halle, est une grimpeuse allemande.

## Biographie
En juillet 2015, Juliane Wurm annonce sur les réseaux sociaux son souhait d'arrêter la compétition et de mettre un terme à sa carrière après la Coupe d'Allemagne le même mois, afin de "plus se concentrer sur l'escalade de rocher et [s]es études de médecine".

## Palmarès

### Coupe du monde d'escalade
- 2010 à Vail,  États-Unis
  -  Médaille de bronze en bloc
- 2010 à Eindhoven,  Pays-Bas
  -  Médaille d'argent en bloc
- 2011 à Munich,  Allemagne
  -  Médaille d'argent en bloc
- 2012 à Vail,  États-Unis
  -  Médaille de bronze en bloc
- 2012 à Munich,  Allemagne
  -  Médaille de bronze en bloc
- 2013 à Innsbruck,  Autriche
  -  Médaille d'or en bloc
- 2014 à Chongqing,  Chine
  -  Médaille d'or en bloc
- 2014 à Grindelwald,  Suisse
  -  Médaille de bronze en bloc
- 2014 à Laval,  France
  -  Médaille de bronze en bloc
- 2015 à Toronto,  Canada
  -  Médaille de bronze en bloc

### Championnats d'Europe
- 2010 à Innsbruck,  Autriche
  -  Médaille d'argent en bloc
- 2015 à Innsbruck,  Autriche
  -  Médaille d'or en bloc

### Championnats du monde de bloc
- 2011 à Arco,  Italie
  -  Médaille de bronze en bloc
- 2014 à Munich,  Allemagne
  -  Médaille d'or en bloc